# David Geffen

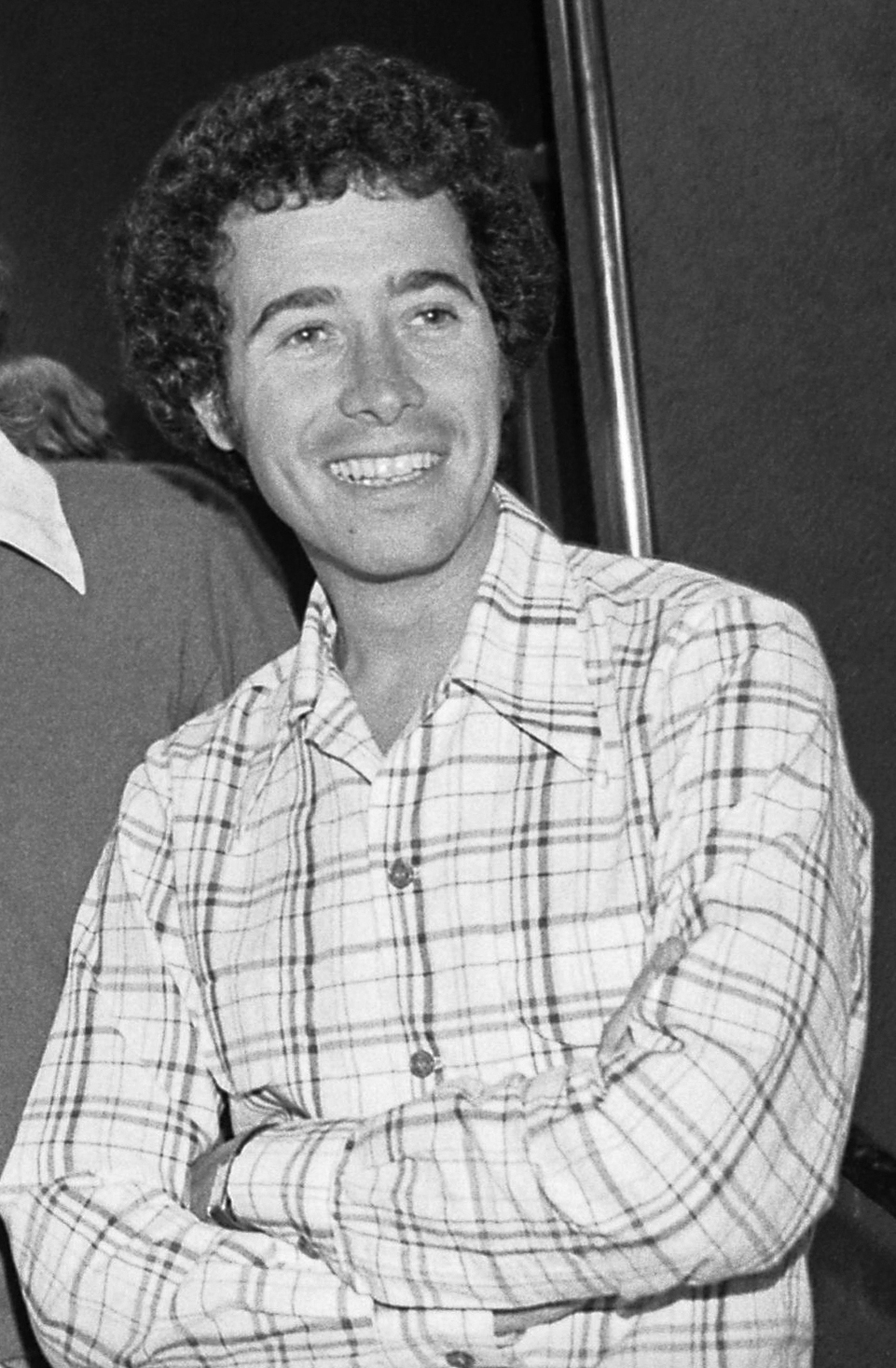
David Geffen (1973)

David Lawrence Geffen (* 21. Februar 1943 in New York City) ist ein US-amerikanischer Musik- und Filmproduzent. Sein Vermögen wurde im September 2014 vom Forbes Magazine mit 6,9 Milliarden US-Dollar angegeben. Damit befindet er sich auf Platz 211 der reichsten Personen der Welt.

## Leben
David Geffen ist ein Sohn israelischer Einwanderer. In jungen Jahren brach er ein Studium an der University of Texas in Austin ab und zog nach Los Angeles. Seine Karriere im Entertainment begann in der Poststelle der William Morris Agency, der bedeutendsten Talentagentur Hollywoods. 1967/68 nahm er als einen seiner ersten Stars Laura Nyro unter Vertrag. Schon bald darauf wurde er Agent und Promoter von Joni Mitchell, Jackson Browne, Linda Ronstadt, den Eagles und weiteren Künstlern.
Geffen wechselte zu Atlantic Records. Gemeinsam mit dem Musikmanager Elliot Roberts gründete er 1971 sein eigenes Plattenlabel Asylum Records. Nach dessen gewinnbringendem Verkauf im Jahr 1973 gründete er mit dem Kapital 1980 Geffen Records, das Künstler wie Cher, Aerosmith, Asia, Guns N’ Roses sowie John Lennon unter Vertrag nahm. Unter anderem unterschrieb zu Beginn der 1980er auch der Musiker Neil Young. Geffen sicherte ihm weitgehende künstlerische Freiheiten zu, was bei all seinem Gespür für geschäftliche Erfolge von früh an ein Markenzeichen Geffens gewesen war. Neil Young produzierte daraufhin seine experimentierfreudigsten und am wenigsten kommerziell erfolgreichen Alben, wie Trans (1982), Everybody’s Rockin’ (1983) und Old Ways (1985). Daraufhin verklagte das Label den Künstler, weil er „für Neil Young uncharakteristische Musik“ machte. Neil Young kehrte schließlich zu Reprise Records zurück. Auch Nirvana veröffentlichten ihre Erfolgsalben Nevermind und In Utero auf Geffen Records. 
Im Jahr 1994 gründete Geffen gemeinsam mit Steven Spielberg und Jeffrey Katzenberg das Filmstudio DreamWorks SKG.
Einem Artikel des Forbes Magazines („The 400 Richest Americans of 2004“) zufolge erklärte Geffen, dass er alles Geld, das er von nun an in der Unterhaltungsindustrie verdiene, karitativen Einrichtungen zukommen lassen werde. 2002 kündigte er eine mit 200 Millionen US-Dollar dotierte Spende an die UCLA Medical School an, welche die David Geffen School of Medicine nach ihm benannte. Im Dezember 2012 spendete er weitere 100 Millionen Dollar, um den David Geffen Medical Scholarship Fund ins Leben zu rufen, dieser soll sämtliche Ausbildungskosten der besten Absolventen der Schule übernehmen.
Am 24. September 2015 wurde die New Yorker Avery Fisher Hall in David Geffen Hall umbenannt, nachdem Geffen dem berühmten Konzertsaal eine Spende von 100 Millionen US-Dollar zukommen ließ. Der Saal ist die Heimstatt der New Yorker Philharmoniker.

## Persönliches
David Geffen ist offen homosexuell und ein prominenter Philanthrop, bekannt für seine Unterstützung von medizinischer Forschung, AIDS-Organisationen, Künstlern und Theatern.
Geffen kaufte im Jahr 2007 eine Hälfte der Megayacht Rising Sun, die er sich mit Oracle-CEO Larry Ellison teilte, bis dieser die Yacht 2010 vollständig an Geffen verkaufte. Der Preis der Yacht lag bei 590 Millionen Dollar.
Eine wissenschaftliche Studie zum Treibhausgasausstoß von Multimilliardären kam zum Ergebnis, dass Geffen im Jahr 2018 durch seinen Lebensstil (inkl. Wohnsituation, Yachtreisen, Reisen im Privatjet) mehr als 18.000 Tonnen CO2e freisetzte. Das war die zweithöchste in der Studie festgestellte Menge unter allen 20 untersuchten Milliardären.